# Orthogrammica tenuipoda
Orthogrammica tenuipoda là một loài bướm đêm trong họ Noctuidae.